# CDS – Parti populaire
Pour les articles homonymes, voir CDS et Parti populaire.

Drapeau du CDS – Parti populaire.

Le CDS – Parti populaire (en portugais : CDS – Partido Popular, sigle officiel CDS-PP), est un parti politique portugais, fondé le 19 juillet 1974, conservateur. Au niveau international, il est membre de l'Union démocrate internationale et du Parti populaire européen après avoir fait partie des Démocrates européens.

## Histoire

### Fondation
Le Parti du Centre démocratique et social (en portugais : Partido do Centro Democrático Social, CDS) est fondé le 19 juillet 1974, à peine trois mois après la révolution des Œillets. Il se revendique alors de la démocratie chrétienne, du conservatisme et du libéralisme classique. Parmi ses principaux fondateurs se trouvent Diogo Freitas do Amaral, Vítor de Sá Machado (pt) et Adelino Amaro da Costa.
Le CDS se déclare alors au centre, dans la mesure où la chute de l'État nouveau a été principalement menée par la gauche et l'extrême gauche. Inscrit au Tribunal suprême de justice le 13 janvier 1975, le parti organise son premier congrès douze jours plus tard à Lisbonne. Celui-ci sera perturbé par des militants d'extrême gauche, qui encercleront le bâtiment. Avec le Parti socialiste (PS) et le Parti populaire démocratique (PPD), il participe de la stabilisation du Processus révolutionnaire en cours (PREC).

### De l'opposition à la coalition gouvernementale
Après l'échec du coup d'État d'extrême gauche du 11 mars 1975, le CDS se déclare parti d'opposition. Il n'obtient que 7,6 % des voix aux élections constituantes du 25 suivant, soit 16 députés sur 250. Il vote ainsi contre la nouvelle Constitution dans la mesure où elle décrit le Portugal comme « un pays sur la voie du socialisme ».
Les élections législatives du 25 avril 1976 marquent une progression certaine du CDS, qui atteint 16 % des suffrages exprimés et 42 sièges sur 263 à l'Assemblée de la République. Le 30 janvier 1978, les chrétiens-démocrates entrent en coalition avec les socialistes, pour former le IIe gouvernement constitutionnel sous l'autorité de Mário Soares, obtenant le ministère des Affaires étrangères, le ministère de la Réforme administrative et le ministère du Commerce et du Tourisme. Le conseil national du CDS rappelle ses ministres dès le 24 juillet, et le président de la République destitue l'exécutif à peine trois jours plus tard.

### Alliance démocratique
En 1979, le CDS propose au Parti social-démocrate (PPD/PSD) et au Parti populaire monarchiste (PPM) de constituer une coalition électorale de centre droit. Celle-ci prend le nom d'Alliance démocratique (en portugais : Aliança Democrática, AD). Aux élections législatives du 2 décembre de cette même année, l'AD remporte 42,5 % des voix et 128 députés sur 250, dont 43 pour les chrétiens-démocrates. Quand Francisco Sá Carneiro forme le VIe gouvernement constitutionnel le 3 janvier 1980, le CDS obtient le ministère des Affaires étrangères, le ministère de la Défense nationale, le ministère des Affaires sociales, le ministère du Commerce et le ministère des Travaux publics, ainsi que le poste de Vice-Premier ministre.
Les élections législatives du 5 octobre 1980 confirment la domination de l'AD, qui obtient 134 députés dont 46 pour le CDS, ce qui constitue la plus importante représentation parlementaire de son histoire. Le 4 décembre 1980, le Premier ministre Sá Carneiro et le ministre de la Défense Amaro da Costa meurent dans un accident d'avion. Le Vice-Premier ministre Freitas do Amaral prend l'intérim de la direction du gouvernement. Le ministre adjoint Francisco Pinto Balsemão est alors nommé chef de l'exécutif et constitue le VIIe gouvernement constitutionnel, dans lequel le CDS obtient le poste de ministre d'État adjoint du Premier ministre, le ministère de la Défense nationale, le ministère des Finances, le ministère de l'Industrie et le ministère des Travaux publics. Dans le VIIIe gouvernement constitutionnel, constitué le 4 septembre par Pinto Balsemão, le parti reçoit le ministère de la Défense nationale, le ministère des Affaires sociales, le ministère de l'Agriculture, le ministère de l'Industrie, le ministère de la Culture et le titre de Vice-Premier ministre.

### Effondrement
L'AD n'est finalement pas reconduite pour les élections législatives anticipées du 25 avril 1983, après son échec aux élections locales de décembre 1982. En février 1983, Diogo Freitas do Amaral abandonne la présidence du CDS, Francisco Lucas Pires étant élu à sa suite face à Luís Barbosa (pt). Avec un total de 12,6 %, les chrétiens-démocrates font élire 30 députés et se trouvent alors dans l'opposition du fait de la formation d'une grande coalition entre socialistes et libéraux. Le parti recule encore aux élections législatives anticipées du 6 octobre 1985 à 10 % des voix, soit 22 députés. Pires renonce alors à en assumer la direction, Adriano Moreira (en) lui succédant.
Ce dernier amène le CDS au plus mauvais résultat de son histoire, à savoir 4,4 % des suffrages et quatre députés sur 250 à l'Assemblée de la République au cours des élections législatives anticipées du 19 juillet 1987. Il décide de ne pas postuler à sa succession et Freitas do Amaral reprend le contrôle de la formation chrétienne-démocrate. Il échoue à la redresser lors des élections législatives du 6 octobre 1991, où il se contente de 4,4 % des voix et 5 élus sur 230.

### Parti populaire et la récupération
En mars 1992, Amaral laisse de nouveau la présidence du parti. L'ancien dirigeant de la Jeunesse centriste Manuel Monteiro (en), âgé de 30 ans, prend alors sa suite en battant Basílio Horta et António Lobo Xavier (pt). Il entame alors un virage idéologique majeur, notamment sur les questions européennes puisqu'il rejette l'idée d'une Europe fédérale au profit d'une Europe des Nations. Il organise également le changement de nom du parti, qui devient en janvier 1993 le Parti du centre démocratique et social – Parti populaire (en portugais : Partido do Centro Democrático Social – Partido Popular, CDS-PP). Il change définitivement de nom en février 1995, devenant le Parti populaire (en portugais : Partido Popular, CDS–PP).
Les élections législatives du 1er octobre suivant voient le CDS-PP fortement se redresse avec 9,1 % des voix et 15 députés à l'Assemblée de la République. Monteiro se maintient alors à la direction de la formation, mais l'échec aux élections locales de 1997 le conduit à y renoncer. Paulo Portas est alors élu président du parti en mars 1998 contre la candidate de son prédécesseur, Maria José Nogueira Pinto. Aux élections législatives du 10 octobre 1999, la formation recule à 8,4 % mais conserve ses 15 députés.

### Retour au gouvernement
À l'occasion des élections législatives anticipées du 17 mars 2002, le CDS–PP recueille 8,7 % des suffrages et 14 parlementaires. Il passe alors un accord de coalition avec le Parti social-démocrate (PPD/PSD) et intègre le 6 avril le XVe gouvernement constitutionnel de José Manuel Durão Barroso, occupant le ministère de la Défense nationale, le ministère de la Justice et le ministère du Travail. Après que Pedro Santana Lopes a remplacé Barroso et formé le XVIe gouvernement constitutionnel le 17 juillet 2004, le CDS–PP obtient le ministère de la Défense nationale, le ministère des Finances, le ministère de l'Environnement et le ministère du Tourisme.

### Deux années d'instabilité
Le nouvel exécutif se révélant miné par des divisions, les élections législatives anticipées du 20 février 2005 sont convoquées. Portas, ministre de la Défense sortant, impose alors quatre objectifs à son propre parti : rester la troisième force politique, devancer les communistes, dépasser 10 % des voix et empêcher une majorité absolue du Parti socialiste. Au soir du scrutin, le Parti populaire se contente de 7,2 % des voix, terminant quatrième derrière le PCP alors que les socialistes conquièrent plus de la moitié des sièges à l'Assemblée de la République.
Prenant acte de son échec, Paulo Portas renonce à présider la formation après sept ans de mandat, le plus long après le premier de Diogo Freitas do Amaral. Le congrès du CDS–PP, convoqué à Lisbonne en avril suivant consacre l'élection de José Ribeiro e Castro sur Telmo Correia, candidat soutenu par le chef sortant. Ribeiro e Castro sera réélu dès juin au cours d'élections directes où il sera le seul candidat. Le congrès organisé en mai 2006 lui permet de défaire le président de la Jeunesse populaire, João Almeida, et conserver la direction du CDS–PP.
Les relations tendues entre Ribeiro e Castro et le groupe parlementaire, formé de fidèles de Portas, vont alors croissantes, jusqu'à la démission de son président Nuno Melo au début de l'année 2007.

### Deuxième présidence Portas
Portas décide alors de revenir dans le jeu politique et défie son successeur pour la présidence du CDS–PP. Le premier défend des élections directes, le second estimant que seul un congrès peut attribuer le poste de président du parti. Après un conseil national marqué par des agressions physiques et verbales, les militants sont appelés à voter et désignent Paulo Portas par 75 % des voix.
Lors d'un conseil national convoqué le 17 juin 2009, la formation change une nouvelle fois de nom et décider de se baptiser CDS – Parti populaire (en portugais : CDS – Partido Popular, CDS-PP). Les élections législatives du 27 septembre suivant amènent à un redressement certain du parti, qui cumule 10,4 % des suffrages exprimés et 21 députés. L'absence de majorité parlementaire stable conduit à la tenue des élections législatives du 5 juin 2011. Avec 24 députés et 11,7 % des voix, il atteint son meilleur résultat en trente ans.
Un nouvel accord de coalition est passé avec les libéraux. Dans le XIXe gouvernement constitutionnel, formé par Pedro Passos Coelho le 21 juin, le CDS–PP obtient le ministère des Affaires étrangères, le ministère de l'Agriculture et de l'Environnement, et le ministère de la Sécurité sociale. Le remaniement ministériel orchestré le 24 juillet 2013 lui accorde le poste de Vice-Premier ministre, le ministère de l'Économie, le ministère de l'Agriculture et le ministère de l'Emploi.

### Depuis 2016, nouveau changement de génération et marginalisation
Pour les élections législatives 4 octobre 2015, les chrétiens-démocrates acceptent de constituer une coalition électorale avec les libéraux, baptisée « Portugal en avant ! » (en portugais : Portugal à Frente, PàF). L'alliance obtient 36,9 % des voix et 107 députés, dont seulement 18 pour le CDS–PP. Bien qu'il soit minoritaire, Passos est reconduit par le président de la République et forme le XXe gouvernement constitutionnel, le CDS – Parti populaire se voyant attribuer le même portefeuille. Ce cabinet n'obtient pas l'investiture de l'Assemblée de la République et le CDS–PP retourne dans l'opposition.
Portas renonce une nouvelle fois à la présidence de la formation chrétienne-démocrate. Le 13 mars 2016, l'ancienne ministre de l'Agriculture et seule candidate Assunção Cristas est élue présidente du CDS–PP, devenant la première femme à exercer cette fonction.
Pour les élections législatives de 2019, le CDS–PP ne renouvelle pas sa coalition avec le PSD. Le parti tombe à 4,25 % des suffrages, et n'obtient que cinq élus. Sa dirigeante, Assunção Cristas, annonce sa démission.
Enfin lors des élections législatives du 30 janvier 2022, le parti s'effondre à 1,65 % des voix et perd toute représentation au parlement.

## Dirigeants

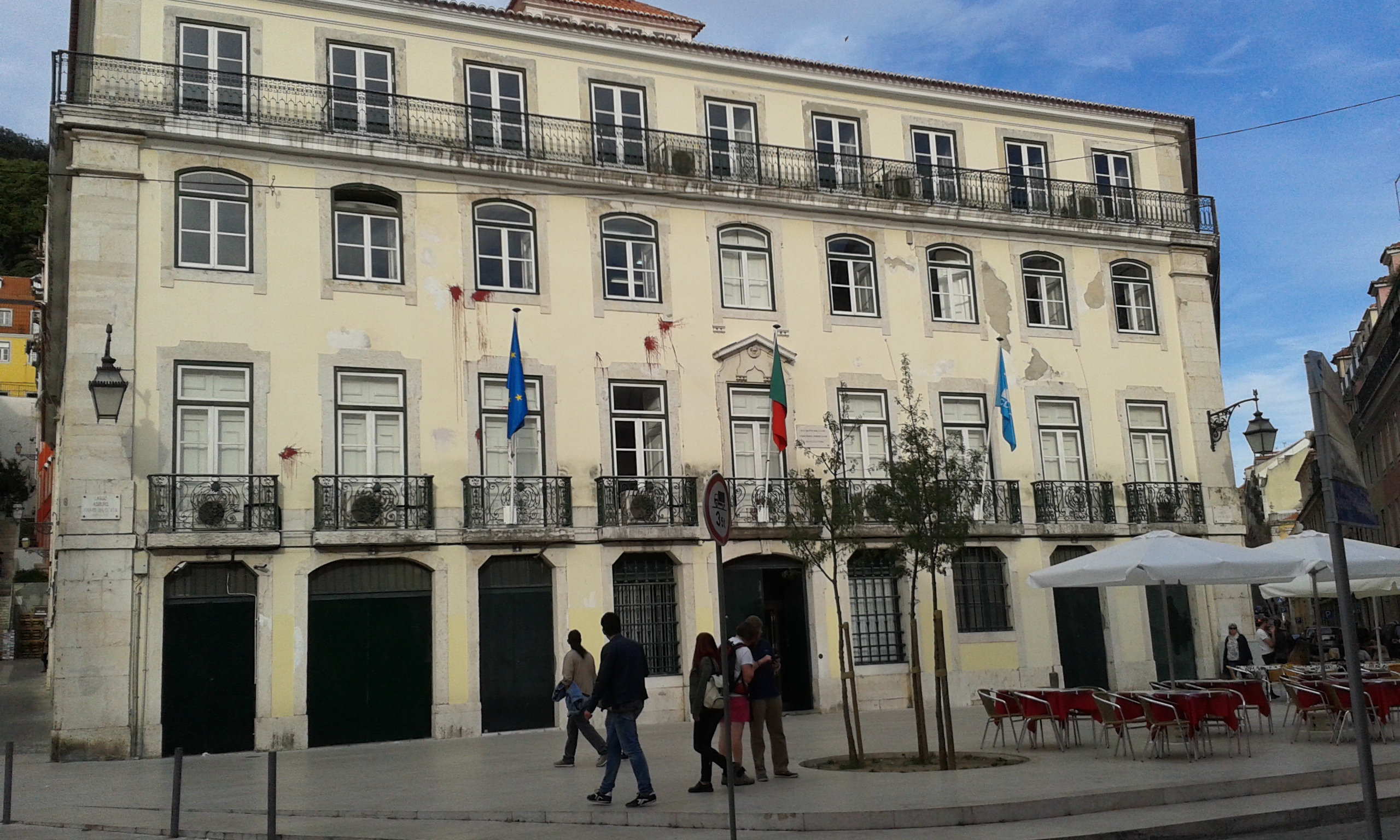
Siège national du CDS-PP à Lisbonne.

### Présidents du CDS-PP
- Diogo Freitas do Amaral (1974-1983)
- Francisco Lucas Pires (1983-1985)
- Adriano Moreira (en) (1985-1987)
- Diogo Freitas do Amaral (1987-1992)
- Manuel Monteiro (en) (1992-1998)
- Paulo Portas (1998-2005)
- José Ribeiro e Castro (2005-2007)
- Paulo Portas (2007-2016)
- Assunção Cristas (2016-2020)
- Francisco Rodrigues dos Santos (2020-2022)
- Nuno Melo (2022-)

## Résultats électoraux

### Élections parlementaires
| Année | Voix            | %               | Sièges   | Rang | Gouvernement                                                 |
| ----- | --------------- | --------------- | -------- | ---- | ------------------------------------------------------------ |
| 1975  | 434 879         | 7,61            | 16 / 250 | 4e   |                                                              |
| 1976  | 876 007         | 15,98           | 42 / 263 | 3e   | Opposition (1976-1978), IIe (1978) et opposition (1978-1979) |
| 1979  | au sein de l'AD | au sein de l'AD | 43 / 250 | 1er  |                                                              |
| 1980  | au sein de l'AD | au sein de l'AD | 46 / 250 | 1er  | VIe (1980-1981), VIIe (1981) et VIIIe (1981-1983)            |
| 1983  | 716 705         | 12,56           | 30 / 250 | 4e   | Opposition                                                   |
| 1985  | 577 580         | 9,96            | 22 / 250 | 5e   | Soutien le Xe (1985-1987)                                    |
| 1987  | 251 987         | 4,44            | 4 / 250  | 5e   | Opposition                                                   |
| 1991  | 254 317         | 4,43            | 5 / 230  | 4e   | Opposition                                                   |
| 1995  | 534 470         | 9,05            | 15 / 230 | 3e   | Opposition                                                   |
| 1999  | 451 643         | 8,34            | 15 / 230 | 4e   | Opposition                                                   |
| 2002  | 477 350         | 8,72            | 14 / 230 | 3e   | XVe (2002-2004) et XVIe (2004-2005)                          |
| 2005  | 416 415         | 7,24            | 12 / 230 | 4e   | Opposition                                                   |
| 2009  | 592 778         | 10,43           | 21 / 230 | 3e   | Opposition                                                   |
| 2011  | 653 888         | 11,71           | 24 / 230 | 3e   | XIXe                                                         |
| 2015  | au sein de PàF  | au sein de PàF  | 18 / 230 | 1er  | XXe (2015) et opposition (2015-2019)                         |
| 2019  | 221 774         | 4,22            | 5 / 230  | 5e   | Opposition                                                   |
| 2022  | 89 181          | 1,60            | 0 / 230  | 8e   | Extra-parlementaire                                          |
| 2024  | au sein de l'AD | au sein de l'AD | 2 / 230  | 1er  | XXIVe                                                        |
| 2025  | au sein de l'AD | au sein de l'AD | 2 / 230  | 1er  | XXVe                                                         |

### Élections européennes
| Année | %      | Sièges | Tête de liste         | Groupe |
| ----- | ------ | ------ | --------------------- | ------ |
| 1987  | 15,4 % | 4 / 24 | Francisco Lucas Pires | PPE    |
| 1989  | 14,1 % | 3 / 24 | Francisco Lucas Pires | PPE    |
| 1994  | 12,5 % | 3 / 25 | Manuel Monteiro (en)  | UEN    |
| 1999  | 8,1 %  | 2 / 25 | Paulo Portas          | UEN    |
| 2004  | [ 18 ] | 2 / 24 |                       | PPE-DE |
| 2009  | 8,3 %  | 2 / 22 | Nuno Melo             | PPE    |
| 2014  | [ 19 ] | 1 / 21 |                       | PPE    |
| 2019  | 6,2 %  | 1 / 21 | Nuno Melo             | PPE    |

## Identité visuelle

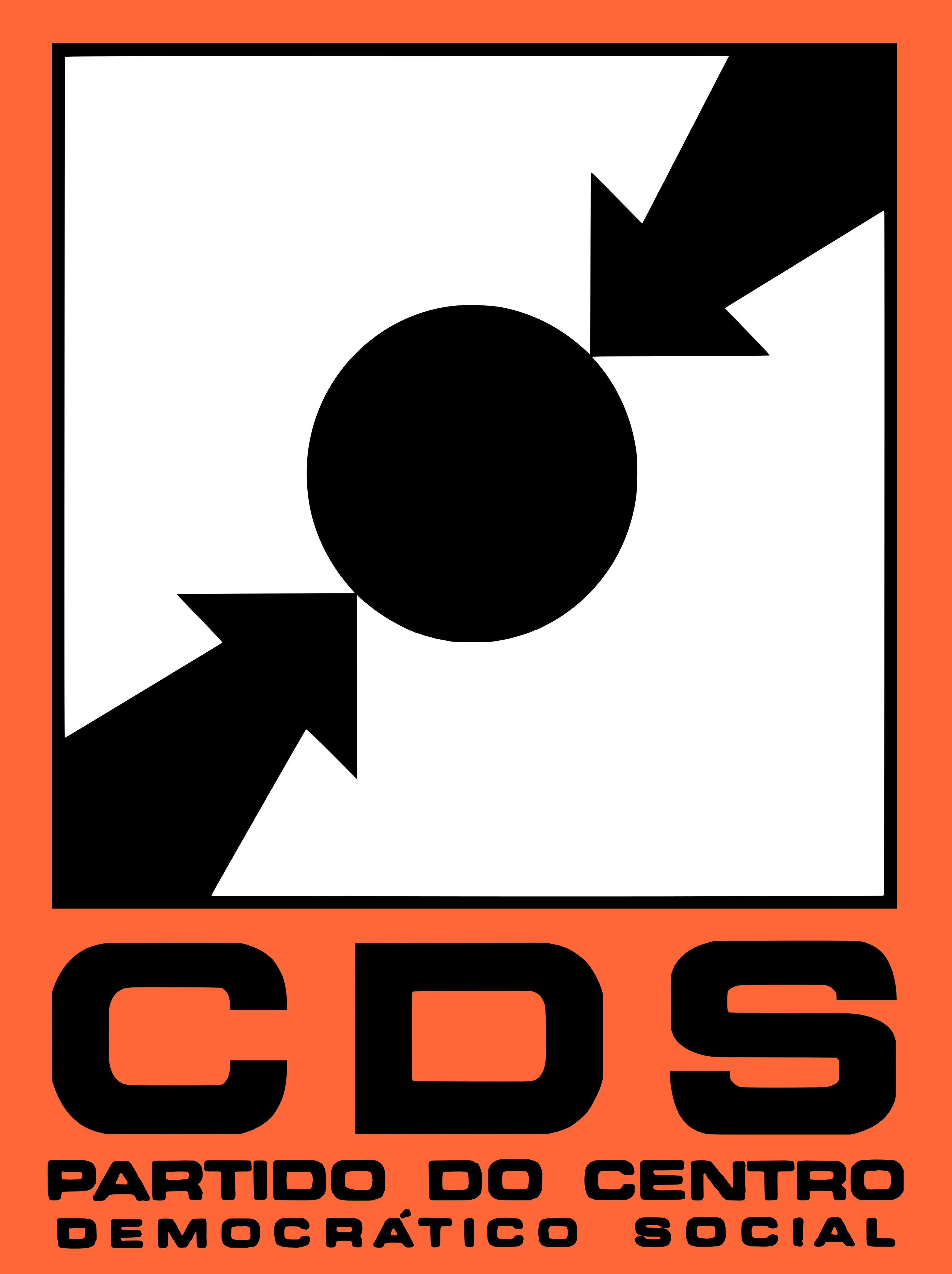
Logo de 1974 à 1982
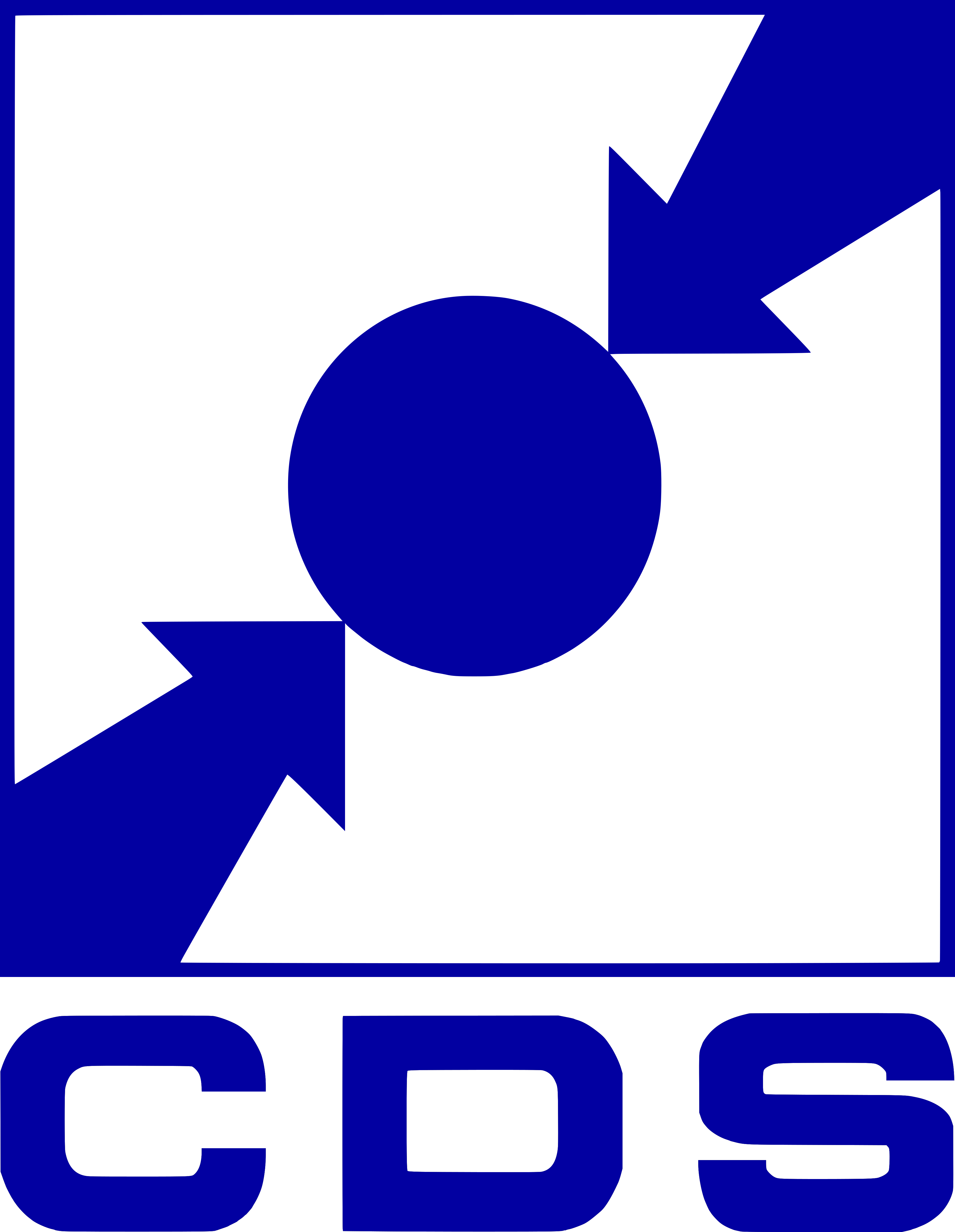
Logo de 1982 à 1993
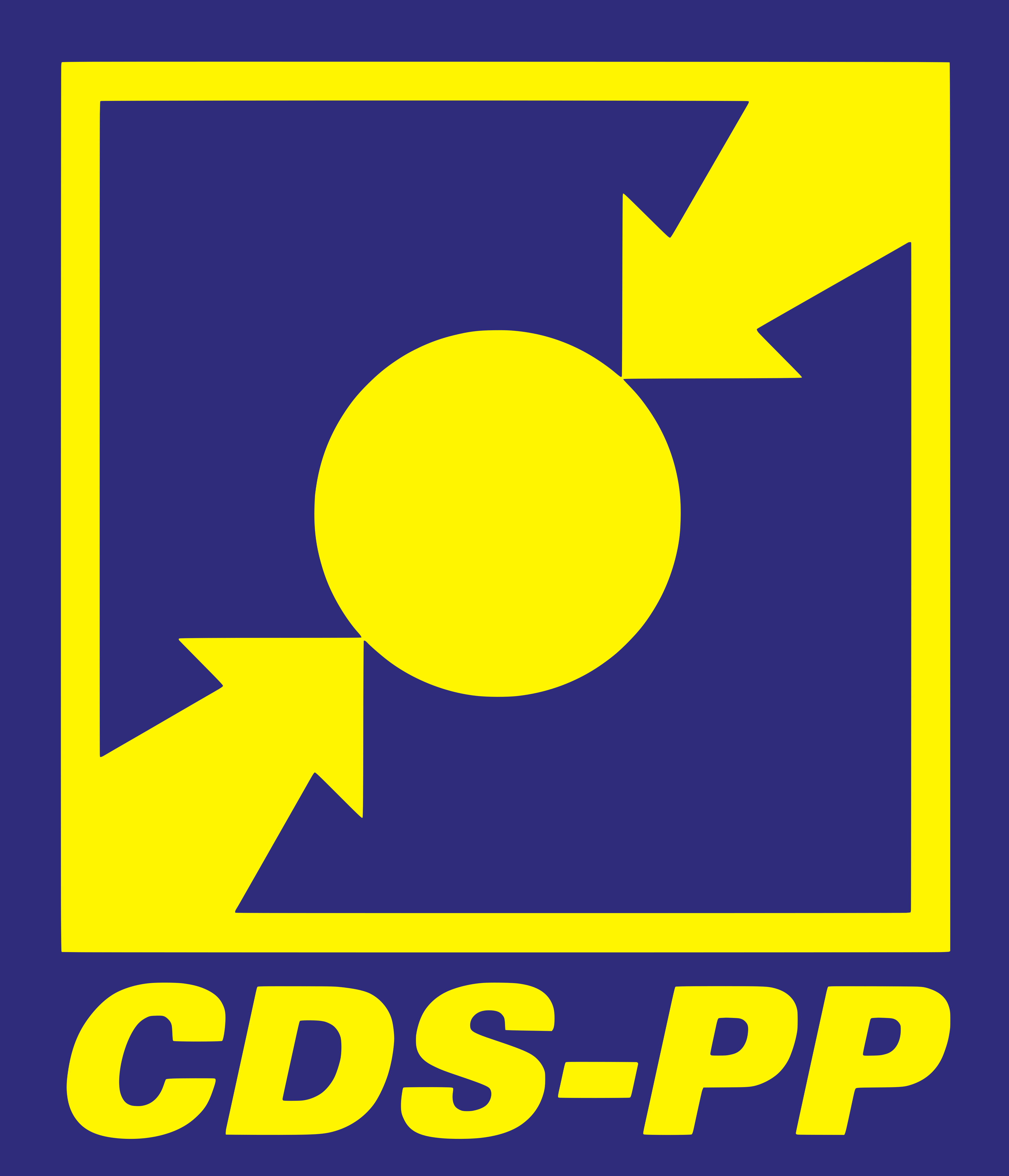
Logo de 1993 à 2009
Logo depuis 2009